# Annabel Giles
Annabel Giles (Pontypool, Gales, 20 de mayo de 1959 - Hove, Brighton and Hove, Inglaterra, 20 de noviembre de 2023) fue una consejera, psicoterapeuta, modelo, actriz, novelista, presentadora de radio y televisión británica.

## Biografía
Se convirtió en modelo para Max Factor. Su carrera en los medios comenzó en la década de 1990, con apariciones en Razzmatazz y Night Network. Participó del programa de telerrealidad: Soy una celebridad… ¡Sácame de aquí! en 2013, aparecido en varios programas de televisión a lo largo de los años.
Contrajo matrimonio con el músico Midge Ure, fue madre de dos hijos Molly Décima Ure y Ted Giles. Giles era patrocinadora de la organización benéfica para padres de niños con necesidades especiales Amaze Brighton.
Giles falleció el 20 de noviembre de 2023 a los 64 años, de glioblastoma un tumor cerebral, en Hove.

## Filmografía
- 1993, Riders
- 2013, Soy una celebridad… ¡Sácame de aquí!